# Championnat d'Angleterre de rugby à XV 1991-1992
 (signalé en mai 2025).
Si vous disposez d'ouvrages ou d'articles de référence ou si vous connaissez des sites web de qualité traitant du thème abordé ici, merci de compléter l'article en donnant les références utiles à sa vérifiabilité et en les liant à la section « Notes et références ».
- Archive Wikiwix
- Bing
- Cairn
- DuckDuckGo
- E. Universalis
- Gallica
- Google
- G. Books
- G. News
- G. Scholar
- Persée
- Qwant
- (zh) Baidu
- (ru) Yandex
- (wd) trouver des œuvres sur Wikidata

Navigation
Courage League
 1990-1991 Courage League 1992-1993
Le Championnat d'Angleterre de rugby à XV 1991-1992, appelé Courage League 1991-1992  du nom de son sponsor, oppose les treize meilleures équipes anglaises de rugby à XV. Au cours de la compétition, toutes les équipes s'affrontent une fois. L'équipe première du classement final est sacrée championne. Les deux dernières sont reléguées en seconde division.
Cette saison, les London Irish et les Rugby Lions accèdent à l'élite et remplacent les clubs de Moseley et de Liverpool St Helens relégués en seconde division. Le club de Bath Rugby termine en tête de la compétition et remporte un deuxième titre consécutif, son troisième au total. Les clubs de Rosslyn Park et de Nottingham terminent la compétition aux deux dernières places et sont relégués en Courage Clubs Championship.

## Liste des équipes en compétition
La compétition oppose pour la saison 1991-1992 les treize meilleures équipes anglaises de rugby à XV :
| - Bath Rugby - Bristol Rugby - Gloucester RFC - Harlequins | - Leicester Tigers - London Irish - Northampton Saints - Nottingham - Orrell | - Rosslyn Park - Rugby Lions - Saracens - Wasps |

## Classement de la phase régulière
| Rang | Club               | J  | V  | N | D  | Pm  | Pe  | Diff | Pts |
| ---- | ------------------ | -- | -- | - | -- | --- | --- | ---- | --- |
| 1    | Bath Rugby (T)     | 12 | 10 | 1 | 1  | 277 | 126 | +151 | 21  |
| 2    | Orrell RUFC        | 12 | 10 | 0 | 2  | 204 | 95  | +109 | 20  |
| 3    | Northampton Saints | 12 | 9  | 1 | 2  | 209 | 136 | +73  | 19  |
| 4    | Gloucester RFC     | 12 | 7  | 1 | 4  | 193 | 168 | +25  | 15  |
| 5    | Saracens           | 12 | 7  | 1 | 4  | 176 | 165 | +11  | 15  |
| 6    | Leicester Tigers   | 12 | 6  | 1 | 5  | 262 | 216 | +46  | 13  |
| 7    | Wasps              | 12 | 6  | 0 | 6  | 177 | 180 | -3   | 12  |
| 8    | Harlequins         | 12 | 5  | 1 | 6  | 213 | 207 | +6   | 11  |
| 9    | London Irish (P)   | 12 | 3  | 3 | 6  | 147 | 237 | -90  | 9   |
| 10   | Bristol Bears      | 12 | 4  | 0 | 8  | 192 | 174 | +18  | 8   |
| 11   | Rugby Lions (P)    | 12 | 2  | 3 | 7  | 124 | 252 | -128 | 7   |
| 12   | Nottingham RFC     | 12 | 2  | 1 | 9  | 133 | 204 | -71  | 5   |
| 13   | Rosslyn Park       | 12 | 0  | 1 | 11 | 111 | 258 | -147 | 1   |

|  | Champion d'Angleterre (no 1).                                                   |
|  | Relégués en Courage Clubs Championship pour la saison 1992-1993 (no 12, no 13). |
|  | T : tenant du titre 1991 • P : promus 1991                                      |

Attribution des points: victoire sur tapis vert : 2, victoire : 2, match nul : 1, défaite : 0, forfait : -2.
Règles de classement: ??????

## Résultats des rencontres
L'équipe qui reçoit est indiquée dans la colonne de gauche.
| Clubs              | BAT   | BRI   | GLO   | HAR   | LEI   | LOI   | NOR   | NOT   | ORR   | ROS   | RLI   | SAR   | WAS   |
| ------------------ | ----- | ----- | ----- | ----- | ----- | ----- | ----- | ----- | ----- | ----- | ----- | ----- | ----- |
| Bath Rugby         |       | 9-4   | 29-9  |       | 37-6  |       | 15-6  | 25-15 |       |       |       | 32-12 |       |
| Bristol Rugby      |       |       |       | 16-0  |       | 14-19 | 9-15  |       |       | 22-4  | 48-4  |       | 10-33 |
| Gloucester RFC     |       | 29-15 |       |       | 21-3  | 22-15 | 10-17 |       |       | 12-9  |       |       | 15-10 |
| Harlequins         | 18-18 |       | 21-18 |       | 20-13 |       |       | 23-6  | 7-10  |       |       | 21-37 |       |
| Leicester Tigers   |       | 25-9  |       |       |       | 36-13 | 19-22 |       |       | 51-16 | 22-22 |       | 31-12 |
| London Irish       | 21-26 |       |       | 3-39  |       |       |       |       | 7-21  | 12-12 | 6-6   |       | 18-13 |
| Northampton Saints |       |       |       | 25-14 |       | 12-12 |       |       | 12-3  | 20-12 | 29-0  |       | 28-15 |
| Nottingham         |       | 0-32  | 3-14  |       | 14-27 | 9-12  | 18-9  |       |       | 34-9  |       |       |       |
| Orrell             | 10-9  | 23-9  | 18-12 |       | 21-9  |       |       | 20-6  |       |       |       | 23-0  |       |
| Rosslyn Park       | 13-21 |       |       | 12-24 |       |       |       |       | 4-22  |       | 7-15  | 6-10  | 7-15  |
| Rugby Lions        | 0-32  |       | 16-19 | 29-20 |       |       |       | 9-9   | 7-21  |       |       | 6-22  |       |
| Saracens           |       | 13-4  | 12-12 |       | 9-20  | 27-9  | 9-14  | 13-12 |       |       |       |       |       |
| Wasps              | 12-24 |       |       | 20-6  |       |       |       | 11-7  | 13-12 |       | 17-10 | 6-12  |       |

|  | Victoire à domicile |  | Match nul |  | Défaite à domicile |